# (73003) 2002 EJ26
(73003) 2002 EJ26 – planetoida z pasa głównego asteroid okrążająca Słońce w ciągu 3,3 lat w średniej odległości 2,21 j.a. Odkryta 10 marca 2002 roku.